# Rhadinopsylla rauschi
Rhadinopsylla rauschi är en loppart som beskrevs av Holland 1979. Rhadinopsylla rauschi ingår i släktet Rhadinopsylla och familjen mullvadsloppor. Inga underarter finns listade i Catalogue of Life.